# 998 Bodea
A 998 Bodea (ideiglenes jelöléssel 1923 NU) a Naprendszer kisbolygóövében található aszteroida. Karl Wilhelm Reinmuth fedezte fel 1923. augusztus 6-án, Heidelbergben.